# Tadaxa bijungens
Tadaxa bijungens är en fjärilsart som beskrevs av Walker 1865. Tadaxa bijungens ingår i släktet Tadaxa och familjen nattflyn. Inga underarter finns listade i Catalogue of Life.